# Tarachodes modesta
Tarachodes modesta är en bönsyrseart som beskrevs av Schulthess 1894. Tarachodes modesta ingår i släktet Tarachodes och familjen Tarachodidae. Inga underarter finns listade i Catalogue of Life.